# Liga Sierra Baja de Sonora
Liga Sierra Baja de Sonora es una liga de béisbol amateur, que se juega entre los municipios y pueblos de la parte baja de la Sierra de Sonora. En Sonora se juegan otras 3 ligas que son: Liga Norte de Sonora, Liga del Río Sonora, y Liga Mexicana de Pacífico. La liga inició en 1997 y continuaba hasta 2023.

## La temporada
La temporada inicia a mediados de febrero y concluye en julio. Los juegos realizados son rondas semanales en dos vueltas de todos contra todos y, una serie final y a 7 juegos, siendo el ganador quien gane 4 juegos. Se realizan transmisiones en vivo vía radio en algunas de las diferentes estaciones de las sedes, otros en Televisión y redes sociales. Cada temporada lleva el nombre de una personalidad del béisbol. Así en 2022 la temporada se llamó Edgardo Gómez Urías, “El pandero”. La cantidad de equipos por temporada varía entre 7 y 9 participantes. Juegan bajo los lineamientos y reglas de la Federación Internacional de Béisbol. Los ampayers son profesionales.
Equipos Integrantes
Los equipos que han participado son en la liga son 10 equipos. En 2022 no participaron Esqueda, ni Divisaderos, ni Huásabas.
- Moros de Cumpas
- Cerveceros de Moctezuma
- Seris de San Juan
- Fundición
- Indios de Granados
- Mineros de Nacozari
- Toros de Villa Hidalgo
- Cardenales de Esqueda
- Halcones de Divisaderos
- Pescadores de Huásabas[2]

## Los campeones
El primer campeón de la liga fueron los “Toros de Villa Hidalgo” y ha sido la única vez en 1997.
El equipo con más campeonatos es el equipo de los “Moros de Cumpas” con 18 campeonatos en los 24 años que se ha jugado la liga: 1999-2004, 2007-2015, 2017-2018 y 2022. De ahí el siguiente equipo con más campeonatos son los Cerveceros de Moctezuma con 3 campeonatos: 1998, 2016 y 2019. No se jugó en los años 2021 y 2022 por la pandemia. Nacozari fue campeón en 2005 y 2006. Los otros 4 equipos nunca han sido campeones de la liga: Seris de San Juan, Cardenales de Esqueda, Fundición y los Indios de Granados.
Los campeones de la temporada 2023 fueron los Halcones de Divisaderos, derrotando a los Mineros de Nacozari por marcador de 2 a 1.
Campeón de campeones
El título de Campeón de campeones es el resultado de la disputa entre los campeones de 4 ligas que en 2013 fueron la Liga Sierra Baja Sur (Vaqueros de Suaqui Grande), Sierra Baja de Mazatán (Indios de Adivino-Villa Pesqueira ), Medias Rojas de Ures (Río Sonora) y Moros de Cumpas (Sierra Baja de Moctezuma), siendo los campeones “Los moros de Cumpas”, quienes pelearon en el Estadio Sonora en la ciudad de Hermosillo el 1 de septiembre de 2013.
En 2015 Los Moros de cumpas ganaron el torneo "Campeones de la Sierra" disputado en la ciudad de Hermosillo, terminando invictos con 5 ganados 0 perdidos. Los equipos participantes del torneo fueron: Cumpas, Suaqui el Grande, Ónavas, San Pedro de la Cueva, Bacanora, Moctezuma, Mátape y Bamori. 
En 2017 pelearon por el campeonato de Campeones de la sierra 4 equipos: Potros de Tecoripa Criollos de Pueblo de Álamos, Bravos de Sahuaripa y Vaqueros e Suaqui el Grande, ganando el liderato los Criollos.
En 2019 pelearon por el campeonato de Campeones de la sierra 4 equipos: Potros de Tecoripa, Tuneros de Nácori Chico, Mineros de Huépac y Cerveceros de Moctezuma.
- Liga Mexicana del Pacífico.
- Liga Mexicana de Béisbol.
- Liga Invernal Veracruzana.
- Liga Invernal de Béisbol Nayarita.
- Liga Norte de México.
- Liga Norte de Sonora.
- Liga del Río Sonora.
- Liga Mayor de Béisbol de La Laguna.
- Liga Estatal de Béisbol de Chihuahua.
- Liga del Norte de Coahuila.
- Liga Invernal Mexicana.
- Liga Peninsular de Béisbol.
- Liga Meridana de Invierno.
- Liga Veracruzana Estatal de Béisbol.
- Juego de Estrellas de la LMP.
- Juego de Estrellas de la LMB.
- Serie Campeón de Campeones.
- Serie del Caribe.
- Serie Latinoamericana.
- Serie Nacional Invernal.
- Copa Gobernador.
- Selección de béisbol de México.
- Federación Mexicana de Béisbol.
- Federación Internacional de Béisbol.
- Salón de la Fama del Béisbol Profesional de México.
- Béisbol en México.